# الدوري السلوفيني لكرة السلة
الدوري السلوفيني لكرة السلة هو دوري كرة سلة للمحترفين في سلوفينيا تأسس في 1991 يلعب فيه 12 فريقاً. يعتبر فريق أوليمبيا لكرة السلة (سلوفينيا) هو الأكثر تتويجا باللقب.

## أبرز الفرق
- أوليمبيا لكرة السلة (سلوفينيا)

## وصلات خارجية
- الموقع الإلكتروني